# Gema de Augusto

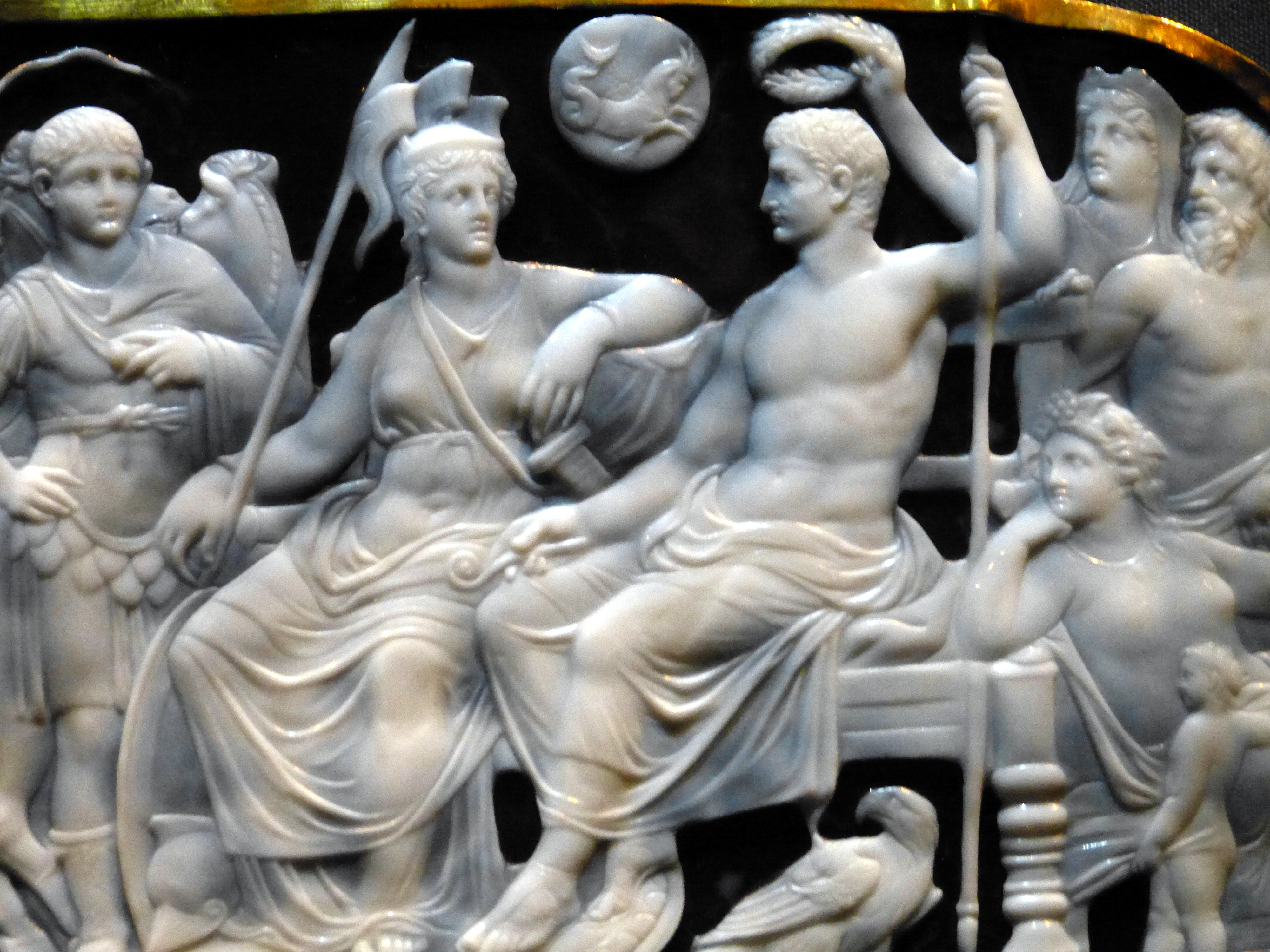
Detalhe da Gema de Augusto representando o príncipe

Gema de Augusto, Gema Augusta ou Gema Augusteia (em latim: Gemma Augustea/Gemma Augustae) por vezes também referida como Camafeu de Viena, é um grande camafeu romano antigo que descreve a apoteose do imperador Augusto (r. 27 a.C.–14 d.C.). Esta peça pertence a um grupo de espetaculares gemas gravadas, às vezes chamadas "Camafeus Estatais", que presumivelmente se originaram do círculo cortesão interno de Augusto, uma vez que mostram-o com atributos divinos que ainda eram politicamente sensíveis, e em alguns casos há aspectos sexuais que não teriam sido expostos para uma audiência mais ampla. Eles incluem o Camafeu Blacas no Museu Britânico e o Grande Camafeu da França em Paris.

## História
A Gema de Augusto, atualmente no Museu de História da Arte em Viena, foi gravada em data desconhecida, não havendo consenso dentre os historiadores: variadamente atribui-se a confecção da obra durante o reinado de Augusto, entre 9-12, o reinado de Tibério (r. 14–37), mais precisamente em 15, ou até mesmo o reinado de Calígula (r. 37–41). Muito provavelmente foi confeccionado por Dioscórides, um artesão ativo durante o reinado de Augusto, ou um de seus discípulos. A Gema de Augusto mede 19 cm de altura e 23 cm de largura e tem uma espessura média de cerca de 1,5 cm. Foi confeccionada com ônix árabe bicamado, sendo a primeira branca e a segunda castanho azulada. Em baixo-relevo, a forma cuidadosa em que a pedra foi cortada garante um detalhe meticuloso com um nítido contraste entre as imagens e o fundo.
No século IV, a Gema de Augusto foi transferida para Constantinopla. Nos séculos seguintes a Gema de Augusto foi sequencialmente transferida para diferentes lugares (que não foram documentados), enquanto manteve-se relativamente intacta. Em 1246, foi registrada como parte do tesouro da Basílica Saint-Sernin. Mais tarde, em 1533, Francisco I de França (r. 1515–1547) apropriou-se dela e transferiu-a para Paris, onde a pedra desapareceu por volta de 1590. Não muito tempo depois, ela foi vendida por 12 mil ducados ao imperador Rodolfo II de Habsburgo (r. 1576–1612). No século XVII, foi depositada com um monte de ouro e, nesta época, parte da borda de ouro superior foi perdida, bem como uma das imagens gravadas. Depois deste momento, foi transferida para o museu onde atualmente se encontra.
Na Gema de Augusto há duas zonas narrativas distintas. Na inferior, quatro soldados romanos instalam um troféu, que seria um tronco de árvore com as armas e armaduras dos inimigos derrotados, enquanto dois companheiros trazem pelos cabelos um casal bárbaro. Vê-se igualmente outro casal bárbaro sentado à esquerda. No escudo preso no troféu há um escorpião gravado, o signo de nascimento do príncipe Tibério, provavelmente aludindo a uma vitória militar dele. Acima, Tibério desce de uma carruagem dirigida pela deusa Vitória e seu olhar está direcionado para o seminu Augusto, que é retratado com aspectos de Júpiter sentado próximo a deusa Roma e abaixo do signo de capricórnio, seu signo de nascimento. Augusto porta o cetro e pisoteia, junto de Roma, as armaduras de inimigos derrotados, enquanto a águia de Júpiter está próximo aos pés dele. A personificação do mundo civilizado, Ecúmeno, coloca uma coroa cívica na cabeça de Augusto, enquanto Oceano, Telo, que segura uma cornucópia, e os filhos dela contemplam. Além deles, Germânico, irmão de Tibério, contempla a cena de pé ao lado de Roma.